# Asticta
Asticta là một chi bướm đêm thuộc họ Erebidae.

## Các loài
- Asticta alaica
- Asticta alfacaria
- Asticta alikanga
- Asticta angustipennis
- Asticta angustissima
- Asticta astragali
- Asticta brunnea
- Asticta caeca
- Asticta caecula
- Asticta caliginosa
- Asticta centralasiae
- Asticta confluens
- Asticta coronillae
- Asticta craccae
- Asticta cucullata
- Asticta decolor
- Asticta dilutior
- Asticta dorsigera
- Asticta emaculata
- Asticta fereidun
- Asticta glycyrrhizae
- Asticta graciosissima
- Asticta grisea
- Asticta ichinosawana
- Asticta immaculata
- Asticta immitis
- Asticta impuncta
- Asticta innocens
- Asticta laevigata
- Asticta lilacina
- Asticta limosa
- Asticta lubrica
- Asticta lubrosa
- Asticta lupina
- Asticta lusoria
- Asticta lutea
- Asticta lutosa
- Asticta moellendorffi
- Asticta mommereti
- Asticta nesoddensis
- Asticta nigricollis
- Asticta nigricostata
- Asticta obscura
- Asticta obscurata
- Asticta orientalis
- Asticta pallida
- Asticta pastinum
- Asticta perstrigata
- Asticta plumbea
- Asticta procax
- Asticta proclivis
- Asticta quinquelinea
- Asticta recta
- Asticta riata
- Asticta salax
- Asticta sexlinea
- Asticta stenoptera
- Asticta stigmata
- Asticta strigosata
- Asticta sublubrica
- Asticta suffusa
- Asticta viciae
- Asticta vicioides
- Asticta victoria
- Asticta violaceogrisea
- Asticta vulcanea